# Mirrored Aztec
Mirrored Aztec is het 31e studioalbum van de Amerikaanse indierockband Guided by Voices. Het album werd uitgebracht op 21 augustus 2020. Het album werd opgenomen in de studio's Magic Door en Serious Business Music. Travis Harrison verzorgde de productie.

## Ontvangst
Volgens Fred Thomas van AllMusic maakt Mirrored Aztec deel uit van een reeks van albums die in hoog tempo zijn uitgebracht, zelfs naar de maatstaven van een band die erom bekend staat veel werk uit te brengen. Hij schreef in zijn recensie van het album dat Mirrored Aztec volgde op drie albums die elk een uniek geluid hebben. Michael Joshua Rowin van Slant noemde het album een muzikale ervaring waar donkere emoties opgaan in heldere en opwindende old school powerpop. Kaelen Bell van Exclaim! schreef dat Guided by Voices met het uitbrengen van het vijfde album sinds 2019 bewees dat Pollard en consorten zich in hun eigen artistieke standaard bevinden.

## Tracklist
Alle muziek en teksten zijn geschreven door Robert Pollard. 
| Nr. | Titel                                                           | Duur |
| --- | --------------------------------------------------------------- | ---- |
| 1.  | I think I had it. I think I have it again                       | 1:53 |
| 2.  | Bunco men                                                       | 2:22 |
| 3.  | Citizens' blitz                                                 | 1:59 |
| 4.  | To keep an area                                                 | 2:21 |
| 5.  | Easier not charming                                             | 1:28 |
| 6.  | Please don't be honest                                          | 2:29 |
| 7.  | Show of hands                                                   | 2:55 |
| 8.  | Lip curlers                                                     | 2:07 |
| 9.  | Math rock (Achtergrondzang door School of Rock Montclair Choir) | 2:26 |
| 10. | Transfusion                                                     | 3:23 |
| 11. | Biker's nest                                                    | 1:53 |
| 12. | A whale is top notch                                            | 1:04 |
| 13. | I touch down                                                    | 1:48 |
| 14. | Haircut sphinx                                                  | 2:22 |
| 15. | Screaming the night away                                        | 1:57 |
| 16. | Thank you Jane                                                  | 3:07 |
| 17. | The best foot forwards                                          | 2:26 |
| 18. | Party rages on                                                  | 2:22 |

## Bezetting
- Robert Pollard, zang
- Doug Gillard, gitaar
- Bobby Bare jr., gitaar
- Mark Shue, bas
- Kevin March, drums